# 國際身心障礙日

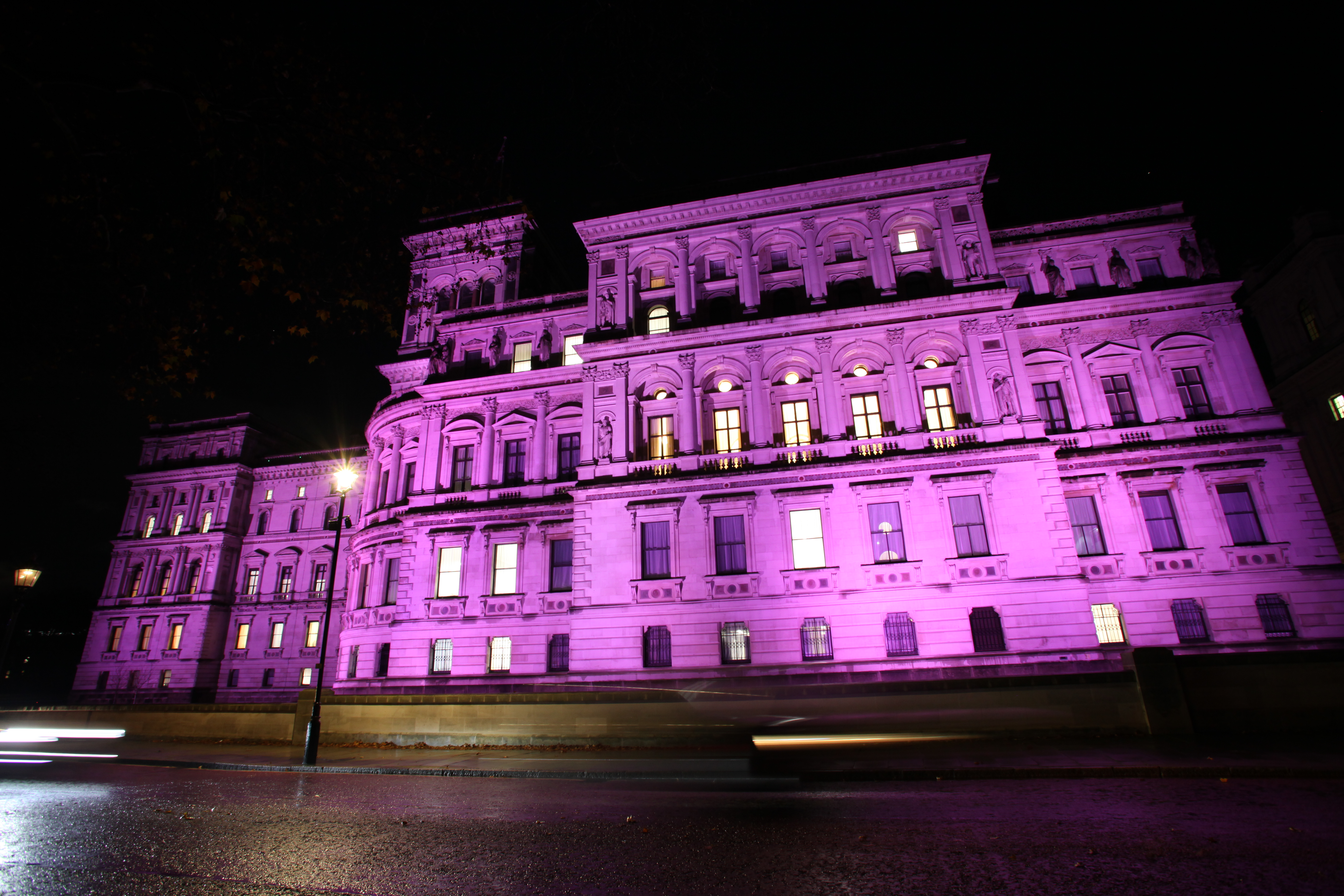
英國外交、聯邦及發展事務部在2020年國際身心障礙者日亮起紫燈以作紀念

身心障礙者旗，於國際身心障礙者日使用

國際身心障礙者日（英語：International Day of Persons with Disabilities，又稱世界身心障礙者日）是聯合國紀念活動。1992年10月16日，第47届联合国大会通过决议，确定自1992年開始每年12月3日为國際身心障礙者日。

## 主题
- 2011年：共建更美好世界，造福全民，造福参与发展的残疾人
- 2010年：履行诺言：将残疾问题纳入千年发展目标
- 2009年：让千年发展目标具有包容性：增强世界各地残疾人及其社区的力量
- 2008年：残疾人权利公约：尊严公义你我有份
- 2007年：为残疾人提供体面的工作
- 2006年：信息无障碍
- 2005年：残疾人的权利：参与发展
- 2004年：没有我们的参与，不能做出与我们有关的决定